# Grèce aux Jeux olympiques d'hiver de 1994
L'équipe olympique grecque participe aux Jeux olympiques d'hiver de 1994 à Lillehammer. Elle n'y remporte aucune médaille. Le skieur Thomai Lefousi est le porte-drapeau d'une délégation grecque comptant 9 sportifs (7 hommes et 2 femmes).

## Résultats

### Biathlon
Homme
| Athlète              | Épreuve          | Résultat  | Résultat | Résultat |
| Athlète              | Épreuve          | Temps     | Pen.     | Rang     |
| -------------------- | ---------------- | --------- | -------- | -------- |
| Athanassios Tsakiris | 10 km Sprint     | 32:21.5   | 3        | 56       |
| Athanassios Tsakiris | 20 km Individuel | 1:01:51.7 | 1        | 37       |

### Bobsleigh
| Athlète                           | Épreuve    | Résultat | Résultat | Résultat | Résultat | Résultat | Résultat |
| Athlète                           | Épreuve    | Manche 1 | Manche 2 | Manche 3 | Manche 4 | Total    | Rang     |
| --------------------------------- | ---------- | -------- | -------- | -------- | -------- | -------- | -------- |
| Greg Sebald Christopoulos Marinos | Bob à deux | 54.83    | 54.83    | 55.03    | 54.71    | 3:39.40  | 34       |

### Luge
Homme
| Athlète      | Épreuve | Résultat | Résultat | Résultat | Résultat | Résultat | Résultat |
| Athlète      | Épreuve | Manche 1 | Manche 2 | Manche 3 | Manche 4 | Total    | Rang     |
| ------------ | ------- | -------- | -------- | -------- | -------- | -------- | -------- |
| Spyros Pinas | Singles | 51.996   | 52.170   | 51.782   | 51.864   | 3:27.812 | 24       |

Femme
| Athlète      | Épreuve | Résultat | Résultat | Résultat | Résultat | Résultat | Résultat |
| Athlète      | Épreuve | Manche 1 | Manche 2 | Manche 3 | Manche 4 | Total    | Rang     |
| ------------ | ------- | -------- | -------- | -------- | -------- | -------- | -------- |
| Greta Sebald | Singles | 1:43.585 | 50.824   | 49.777   | 49.955   | 4:14.141 | 24       |

### Ski alpin
Femme
| Athlète        | Épreuve | Résultat | Résultat | Résultat | Résultat | Résultat |
| Athlète        | Épreuve | Manche 1 | Manche 2 | Manche 3 | Total    | Rang     |
| -------------- | ------- | -------- | -------- | -------- | -------- | -------- |
| Thomai Lefousi | Slalom  | 1:12.16  | DNF      |          | DNF      |          |